# Haloxylon ammodendron
Haloxylon ammodendron là loài thực vật có hoa thuộc họ Dền. Loài này được (C.A.Mey.) Bunge ex Fenzl mô tả khoa học đầu tiên năm 1851.